# Wilhelm Wagner (Entomologe)

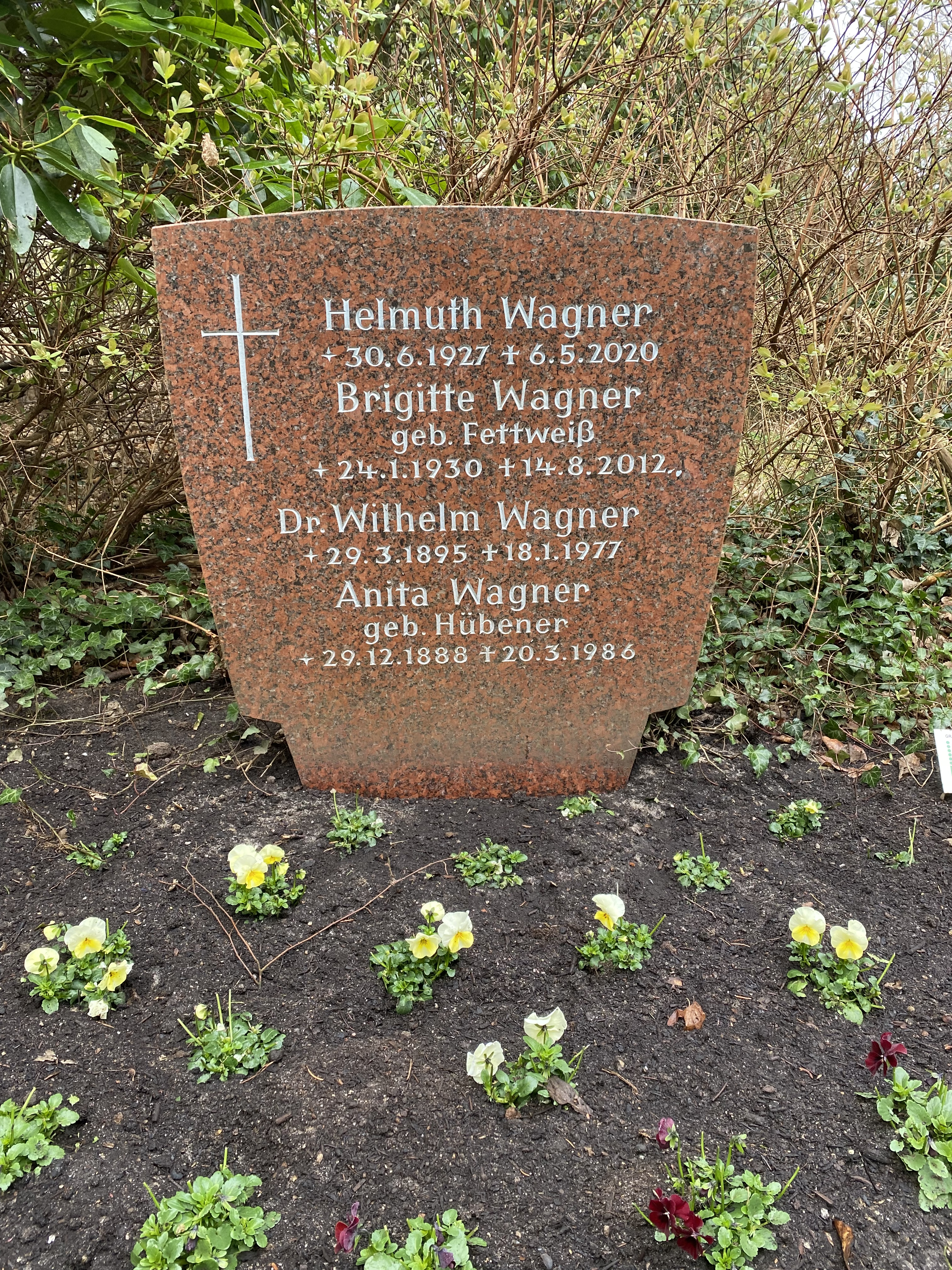
Grabstätte auf dem Friedhof Ohlsdorf im Planquadrat Bk 64

Wilhelm Wagner (* 29. März 1895 in Hamburg; † 18. Januar 1977 ebenda) war ein deutscher Entomologe und Zikaden-Experte, insbesondere für mitteleuropäische Zikaden.

## Leben
Hauptberuflich war er Lehrer in Hamburg. Sein Bruder Eduard Wagner war ebenfalls Lehrer und Entomologe, spezialisiert auf Wanzen. Seit 1918 arbeitete er ehrenamtlich in der Sammlung Cicadina und Psyllina des Zoologischen Museums Hamburg, die er auch durch eigene Sammeltätigkeit erweiterte und in der er auf seinem Spezialgebiet die Aufgaben eines Kustoden ausführte.
Er galt als führender Zikadenexperte in Deutschland nach Hermann Haupt und unterzog die Systematik insbesondere mitteleuropäischer Zikaden einer Revision, indem er auch die inneren männlichen Geschlechtsorgane berücksichtigte (ähnlich Henri Ribaut in Frankreich).
Er war Ehrendoktor der Universität Hamburg.
Nachdem er erblindete, gab er seine Tätigkeit auf und vermachte einen Teil seiner Sammlung dem Zoologischen Museum und Institut in Hamburg zur Vervollständigung und die Rest-Sammlung dem Professor an der University of North Carolina David A. Young. Seine Erben stifteten auch seine umfangreiche Spezialbibliothek dem Zoologischen Institut.
Wilhelm Wagner verstarb im Alter von 81 Jahren in seiner Geburtsstadt und wurde auf dem dortigen Friedhof Ohlsdorf östlich von Kapelle 12 beigesetzt.